# Gareth Gwenlan
Gareth Gwenlan (26. dubna 1937 – 8. května 2016) byl velšský televizní producent a režisér. Narodil se v Breconu. Když mu byly dva roky, jeho otec zemřel na nediagnostikovanou cukrovku. Následně byl vychováván matkou a prarodiči. Později sloužil v Royal Air Force na Kypru. Studoval na Rose Bruford College a následně se věnoval herectví v divadle (profesionální debut měl v roce 1960). Později začal pracovat v televizi. Řadu let se podílel na seriálu Only Fools and Horses. V roce 2013 mu byl udělen Řád britského impéria. Zemřel v Herefordshire ve věku 79 let.